# Karol Czejarek
Karol Krystian Czejarek (ur. 11 sierpnia 1939 w Berlinie) – polski germanista, literaturoznawca, niemcoznawca, tłumacz języka niemieckiego, księgarz, animator i menedżer kultury, kolarz. Należał do PZPR.

## Życiorys

### Wczesne lata – Berlin
Pochodzi z rodziny mieszanej śląsko-niemieckiej. Ojciec Roman Czejarek – Ślązak mieszkający w niemieckim wówczas Zabrzu (Hindenburg) – czuł się przede wszystkim Polakiem, matka była Niemką z Dolnej Saksonii. Ojciec był germanistą, językoznawcą, poliglotą, w latach 30. wykładał na Uniwersytecie Humboldtów w Berlinie. Z powodu aktywnej działalności w Związku Polaków w Niemczech (rozwiązanym przez nazistów w 1938 r.) został zwolniony z uczelni i skierowany do pracy w kopalni w Dolnej Saksonii. Tam poznał swoją przyszłą żonę, z którą zamieszkał w Berlinie. Karol czas wojny przeżył w Berlinie. Pod koniec wojny matka z dziećmi schroniła się w rodzinnych stronach na Śląsku (ojciec został wysłany na front), skąd wkrótce musiała uciekać do Berlina. Po wojnie ojciec pracował w Polskiej Misji w Berlinie, tam Karol został zapisany do polskiej szkoły, skończył też trzy klasy szkoły niemieckiej.

### Lata szczecińskie
W 1948 roku ojciec Karola podjął decyzję, żeby z rodziną przeprowadzić się do Polski – do Szczecina. Nie udało mu się jednak znaleźć tam pracy odpowiedniej do jego kwalifikacji. Zmarł w roku 1953. Matka Karola nie mogła się odnaleźć w środowisku polskim i w roku 1957 zdecydowała się wyjechać z córką do Niemiec. Karol pozostał w Szczecinie.
W 1956 roku Karol Czejarek ukończył II Liceum Ogólnokształcące im. Mieszka I w Szczecinie. We wrześniu tego roku został praktykantem w szczecińskiej księgarni „Klubowa” należącej do „Domu Książki”, i przechodząc kolejne stopnie kariery księgarskiej, awansował na kierownika księgarni. Jednocześnie studiował zaocznie księgarstwo w Szkole Handlowej w Poznaniu, a po odbyciu czynnej służby wojskowej (1959–1961) studiował germanistykę na Wydziale Neofilologii Uniwersytetu im. Adama Mickiewicza w Poznaniu, uzyskując tytuł magistra (1963–1968). W sumie w księgarstwie przepracował dziesięć lat, do stycznia 1966 roku. W jego pracy priorytetami były kultura i oświata. Zainicjował w tym czasie powstanie Szczecińskiego Klubu Bibliofilów.
W 1963 wstąpił do Polskiej Zjednoczonej Partii Robotniczej, był m.in. I sekretarzem POP przy Wojewódzkim Domu Kultury. W latach 1970–1973 był dyrektorem Wydziału Kultury w Prezydium Wojewódzkiej Rady Narodowej w Szczecinie. Organizował sejmiki kultury miłośników Ziemi Szczecińskiej, był współinicjatorem Zjazdów Pisarzy Ziem Zachodnich i Północnych, Pisarzy Marynistów, Festiwalu Krótkometrażowych Filmów Morskich, Festiwalu Współczesnego Malarstwa Polskiego, współinicjatorem konkursu „Dzieje szczecińskich rodzin”. Był rzecznikiem powstania Punktu Konsultacyjnego Uniwersytetu Poznańskiego w Szczecinie. Pełnił funkcję sekretarza w Szczecińskim Towarzystwie Kultury.

#### Kariera kolarska
W latach 1957–1963 z powodzeniem uprawiał kolarstwo szosowe i torowe. Był m.in. mistrzem okręgu szczecińskiego w jeździe na czas na szosie; wicemistrzem ze startu wspólnego, trzeci w mistrzostwach przełajowych województwa, szosowym mistrzem klubów szczecińskich, drużynowym mistrzem Polski juniorów na torze (Kalisz 1958), drużynowym wicemistrzem Polski na torze seniorów (Radom 1959).

### Lata warszawskie

#### Praca w państwowych instytucjach kultury
W 1973 roku wraz z żoną Magdaleną zamieszkał w Warszawie. Został najpierw zastępcą dyrektora Centralnej Składnicy Księgarskiej, potem dyrektorem Centralnego Ośrodka Upowszechniania Kultury (1977–1981). W roku 1981 awansował na stanowisko dyrektora Departamentu Plastyki w Ministerstwie Kultury i Sztuki. Przez trzy lata piastował funkcję dyrektora Wydziału Kultury Urzędu Miasta Warszawy. W r. 1988 został dyrektorem Departamentu Książki w Ministerstwie Kultury i Sztuki. Funkcję tę pełnił do 31 sierpnia 1990 roku.

#### Praca dydaktyczna
W 1990 roku na Wydziale Humanistycznym Uniwersytetu Szczecińskiego uzyskał stopień doktora na podstawie napisanej pod kierunkiem Jana Watraka dysertacji pt. „Proza Anny Seghers: problematyka bohatera zaangażowanego (Prosa von Anna Seghers. Problematik und Typus eines engagierten Helden)”. W październiku 1990 został zatrudniony na Uniwersytecie Warszawskim jako starszy wykładowca w Nauczycielskim Kolegium Języka Niemieckiego, a od października 1994 do przejścia na emeryturę (w maju 2016) był adiunktem, p.o. kierownika i kierownikiem Zakładu Kulturoznawstwa Stosowanego w Instytucie Lingwistyki Stosowanej Uniwersytetu Warszawskiego.
Prowadził wykłady m.in. z następujących przedmiotów: historia literatury niemieckiej; metody nauczania języków obcych; problematyka UE i globalizacji; ćwiczenia praktyczne ze sztuki tłumaczenia i znajomości praktycznej języka niemieckiego. Prowadził seminaria magisterskie. Równolegle z pracą na UW i – na stanowisku profesora nadzwyczajnego (od roku 2011) – w Akademii Humanistycznej im. Aleksandra Gieysztora w Pułtusku pracował jako nauczyciel języka niemieckiego w liceach.

## Życie prywatne
Ojciec dziennikarza Romana Czejarka.

## Praca naukowa
Badania naukowe dotyczą w pierwszym rzędzie literatury niemieckiej. Jest autorem monografii na temat twórczości Hansa Hellmuta Kirsta i Anny Seghers.

### Monografie
- „Sonata wiosenna” Opowiadania wojenne pisarzy Niemieckiej Republiki Demokratycznej. Wybór, wstęp i noty biograficzne, częściowo także tłumaczenia. Warszawa 1982.
- Anna Seghers. Poznań 1986.
- (współaut.) Polen. Land und Leute. Warszawa 1987.
- Gramatyka niemiecka dla ciebie. Poznań 1999 (współaut. Joanna Słocińska).
- Nazizm, wojna i III Rzesza w powieściach Hansa Hellmuta Kirsta. Wrocław 2003.
- Gramatyka języka niemieckiego (Ilse Mac Lean, Lorna Sinclair Knight). Warszawa 2003 (opracowanie polskie wspólnie z Hubertem Czejarkiem).
- Deutsche Sprache in Polen nach 1989: Geschichte, Bildung, Praxis = Język niemiecki w Polsce po roku 1989: historia, edukacja, praktyka: materiały Konferencji Naukowo–Praktycznej Zakładu Filologii Niemieckiej. Warszawa 2006 (współred. Janina Mąkosza–Bogdan).
- (redakcja, tłumaczenia) „Dzieła zebrane” Hansa Hellmuta Kirsta. Warszawa (tomy ukazywały się w latach 80. i 90. XX w.).
- Polska między Niemcami a Rosją. Polen zwischen Deutschland und Russland. Materiały z międzynarodowych kolokwiów. Pułtusk 2011 (współred. Tomasz G. Pszczółkowski).
- (współred.) Historia pamięcią pisana. Biografie polsko–niemieckie, cz. 1. Pułtusk 2014.
- (współred.) Historia pamięcią pisana. Biografie polsko–niemieckie, cz. 2. Pułtusk 2017[13].
- Autobiografia. Moja droga przez życie. Zagnańsk 2024[14].
- Bronisława Wilimowska. Wszystko dla niej było malarstwem … Warszawa: Oficyna Wydawnicza ASPRA-JR 2025. ISBN 978-83-8209-331-5

Znaczący dorobek stanowią dokonania translatorskie, zarówno w zakresie teorii tłumaczenia, jak i praktyki tłumaczeniowej. Redagował (i częściowo tłumaczył) Dzieła zebrane (50 tomów) Hansa Hellmuta Kirsta, jednego z najbardziej znanych pisarzy niemieckich po roku 1945. Kirst – przedwojenny zwolennik Hitlera opisał system zagłady i odsłonił mechanizmy nazistowskiej władzy, rozliczając się w ten sposób ze swojej brunatnej przeszłości. Ogółem Czejarek przetłumaczył dziesięć powieści Kirsta. Tłumaczył na język polski również dzieła takich pisarzy niemieckich jak: Georg Heym, Hans Walldorf, Christa Grasmeyer, Heiner Müller, Günter Kunert. Przetłumaczył z języka niemieckiego książkę Hansa-Gerda Warmanna o nocy kryształowej 1938 w niemieckim Szczecinie.

### Publikacje inne
Jest autorem wielkiej ilości artykułów, recenzji z zakresu literaturoznawstwa, niemcoznawstwa, translatoryki. Ukazywały się one m.in. w czasopismach: „Studia Niemcoznawcze”, „Kwartalnik Neofilologiczny”, „Colloquia Germanica Stetinesia”. Na łamach różnych gazet i czasopism uprawia też pisarstwo publicystyczne.
Jako przedstawiciel niemiecko-polskiej sekcji stowarzyszenia „ost–west–forum” GUT Gödelitz w Warszawie był współorganizatorem (razem z Axelem Schmidtem-Gödelitz) regularnych spotkań i konferencji polsko-niemieckich. O dobre relacje polsko-niemieckie zabiegał intensywnie również jako długoletni sekretarz zarządu Międzywydziałowego Centrum Badań Niemcoznawczych Akademii Humanistycznej w Pułtusku.
Jest tłumaczem przysięgłym i członkiem Związku Literatów Polskich. Pełni funkcję zastępcy redaktora naczelnego portalu popularnonaukowego „Przegląd Dziennikarski”.